# Lamprocystis denticulata
Lamprocystis denticulata es una especie de molusco gasterópodo de la familia Euconulidae en el orden de los Stylommatophora.

## Distribución geográfica
Se encuentra en Guam e Islas Marianas del Norte.